# Rayman (personage)
Rayman is het hoofdpersonage in de gelijknamige computerspelserie Rayman ontwikkeld door Ubisoft. Het personage is bedacht door Michel Ancel en maakte zijn debuut in het spel Rayman uit 1995.
Naast computerspellen is er van het personage Rayman ook een animatieserie verschenen.

## Uiterlijk en kenmerken
Rayman wordt afgebeeld als een mensachtig figuur zonder ledematen. Zijn handen en voeten zweven om zijn lichaam. Hij kan ze ook als projectielen naar vijanden gooien. Hij heeft blond haar en draagt witte handschoenen, een rode bandana en gele sportschoenen.
Rayman kan zijn vuisten 'opwinden' om deze vervolgens naar vijanden te gooien. Ook kan hij zijn haar gebruiken als helikopter, waarmee Rayman korte tijd in de lucht kan zweven. Rayman heeft een vriendelijk karakter en is altijd behulpzaam en verstandig in het nemen van beslissingen, maar hij is ook een dromer.
Ly is de fee die Rayman zijn krachten gegeven heeft. Ze is geschapen door de god Polokus en is voor Rayman een soort gids in de spelwereld. De beste vriend van Rayman is Globox, die hem vaak in de problemen brengt.

## In andere spellen
Rayman verscheen ook in andere spellen, zoals in Tonic Trouble op de aftiteling, als trofee in Super Smash Bros. voor 3DS en Wii U en als gastpersonage in het vechtspel Brawlhalla. Hij is te zien als geest in het spel Super Smash Bros. Ultimate.